# F.C. Kiærskou

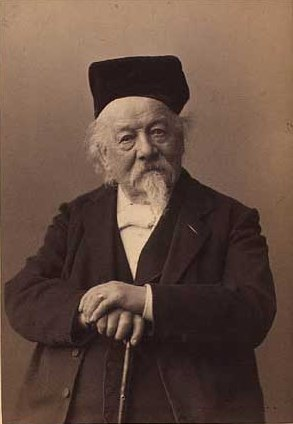
Frederik Christian Kiærskou entre 1889 et 1891. Photo de Hansen, Schou & Weller.

F.C. Kiærskou (né Frederik Christian Jacobsen Kiærskou le 26 mars 1805 à Copenhague; mort le 6 juin 1891 ) est un peintre paysagiste danois.